# Lepisorus elegans
Lepisorus elegans är en stensöteväxtart som beskrevs av Ren-Chang Ching och W. M. Chu. Lepisorus elegans ingår i släktet Lepisorus och familjen Polypodiaceae. Inga underarter finns listade.